# Ревелстоук (Британска Колумбија)
Ревелстоук (енгл. Revelstoke) је град у Канади у покрајини Британска Колумбија. Према резултатима пописа 2011. у граду је живело 7.139 становника.

## Становништво
Према резултатима пописа становништва из 2011. у граду је живело 7.139 становника, што је за 1,3% мање у односу на попис из 2006. када је регистровано 7.230 житеља.
| 2006. | 2011. |
| ----- | ----- |
| 7.230 | 7.139 |